# PocketStation
PocketStation (jap. ポケットステーション Pokettosutēshon) – urządzenie peryferyjne stworzone przez Sony Computer Entertainment na konsolę PlayStation. Urządzenie zostało sklasyfikowane przez Sony jako urządzenie PDA, posiadające monochromatyczny wyświetlacz ciekłokrystaliczny (LCD), podczerwień dwukierunkową, zegar czasu rzeczywistego (RTC), wbudowaną pamięć flash oraz 10-bitowy głośnik PCM. Aby korzystać z urządzenia, musi być ono połączone z konsolą przez wejście kart pamięci. PocketStation ukazało się 23 stycznia 1999 roku i było sprzedawane tylko w Japonii.

Logo Konsoli

Oprogramowanie do PocketStation było zazwyczaj rozpowszechniane razem z grami na PlayStation, gdzie był umieszczany na płycie, rozszerzając tym samym grę o dodatkowe funkcje. Oprogramowanie może również zostać pobrane za pomocą konsoli PlayStation i jest wtedy przenoszone na PocketStation. Wbudowany port podczerwieni umożliwia bezpośredni transfer danych takich jak zapisy z gry, jak również grę wieloosobową.
Data wysyłki w Japonii była zaplanowana na 23 grudnia 1998 roku, jednak premiera została przełożona o miesiąc. W pierwszy dzień premiery 23 stycznia 1999 roku, Sony sprzedało 60 000 jednostek. Produkt został oryginalnie wydany w dwóch kolorach: białym oraz przezroczystym. PocketStation stało się bardzo popularne na obszarze całej Japonii, a Sony planowało wydanie urządzenia poza Japonią angażując się w działania promocyjne w Europie i Ameryce Północnej, jednak PocketStation nigdy nie zostało wydane poza Japonią. Kilka gier takich jak Final Fantasy VIII czy SaGa Frontier 2 zachowały funkcjonalność PocketStation w swoich lokalnych wersjach.
Najbardziej popularną grą była Dokodemo Issho, która sprzedała się łącznie w ponad 1,5 milionowym nakładzie w samej Japonii. Jest również pierwszą grą, w której pojawiła się maskotka Sony imieniem Toro. Sony przerwało produkcję PocketStation w lipcu 2002 roku, sprzedając prawie pięć milionów sztuk.

## Specyfikacja techniczna
Źródło: Sony Computer Entertainment.
- Procesor (CPU): ARM7T (32-bit procesor RISC)
- Pamięć: 2K bajtów SRAM, 128K bajtów Flash RAM
- Grafika: 32×32 monochromatyczny LCD
- Dźwięk: 1 miniaturowy głośnik (10-bit PCM)
- Przyciski: 5 przycisków do grania, 1 przycisk resetujący
- Komunikacja: Podczerwień dwukierunkowa (IrDA)
- Kontrolka LED: 1 (czerwona)
- Bateria: 1 CR-2032 lithium-ion
- Wymiary: 64 × 42 × 13.5 mm (długość × szerokość × wysokość)
- Waga: Około 30g (razem z baterią)
- Inne funkcje: funkcja kalendarza i numer identyfikacyjny

## Gry kompatybilne z PocketStation
| Lista opracowana według materiału źródłowego. - All Japan Pro Wrestling - Ape Escape (japońska wersja) - Arc the Lad III - Armored Core: Master of Arena (japońska wersja) - Battle Bug Story - Be Pirates! - Brightis - Burger Burger 2 - Chaos Break (japońska wersja) - Chocobo Stallion - Crash Bandicoot 3: Warped (japońska wersja) - Dance Dance Revolution 3rdMix - Dance Dance Revolution 4thMix - Dance Dance Revolution 5thMix - Digimon Tamers: Pocket Culumon (japońska wersja) - Dokodemo Issho - Final Fantasy VIII - Fire Pro G - Fish Hunter - Gallop Racer - Grandia (japońska wersja) - Hello Kitty: White Present - Kurushi - Jade Cocoon: Story of the Tamamayu - JoJo’s Bizarre Adventure (japońska wersja) - The Legend of Dragoon (japońska wersja) - Legend of Mana - Love Hina 2 - Lunatic Dawn 3 | - LMA Manager - Kyro-chan’s Print Club - Metal Gear Solid: Integral - Mister Prospector - The Misadventures of Tron Bonne (japońska wersja) - Monster Race - Monster Rancher 2 (japońska wersja) - Monster World - Pi to Mail - Pocket Dungeon - Pocket MuuMuu - Pocket Tuner - Prologue - Racing Lagoon - RayCrisis (japońska wersja) - Remote Control Dandy - R4: Ridge Racer Type 4 - Rockman Complete Works - SaGa Frontier 2 - Shop Keeper - Spyro the Dragon (japońska wersja) - Spyro 2: Gateway to Glimmer (japońska wersja) - Street Fighter Alpha 3 (japońska wersja) - Super Robot Wars - Tales of Eternia (japońska wersja) - Theme Aquarium - Tokimeki Memorial 2 - World Stadium 3 - World Neverland 2 |